# Payo Enríquez de Rivera
Don Payo Enríquez de Rivera (1622–8. april 1684) var biskop i Guatemala mellem 1657 og 1667, ærkebiskop af Mexico mellem 1668 og 1681 samt vicekonge af Nyspanien fra den 13. december 1673 til den 30. november 1680.
1. ↑  Navnet er anført på engelsk og stammer fra Wikidata hvor navnet endnu ikke findes på dansk.